# 尾唇羊耳蒜
尾唇羊耳蒜（学名：Liparis krameri）为兰科羊耳蒜属下的一个种。

## 扩展阅读
- 维基共享资源上的相關多媒體資源：尾唇羊耳蒜
- 維基物種上的相關：尾唇羊耳蒜